# Natação no Campeonato Mundial de Esportes Aquáticos de 2015 - 4x100 m livre feminino
A prova do revezamento 4x100 metros livre feminino da natação no Campeonato Mundial de Esportes Aquáticos de 2015 ocorreu no dia 2 de agosto em Cazã na Rússia. 

## Recordes
Antes desta competição, os recordes mundiais e do campeonato nesta prova eram os seguintes:
| Tipo                  | Atleta        | Tempo   | Local   | Data                |
| --------------------- | ------------- | ------- | ------- | ------------------- |
|                       | Austrália     | 3:30.98 | Glasgow | 24 de julho de 2014 |
| Recorde do campeonato | Países Baixos | 3:31.72 | Roma    | 26 de julho de 2009 |

Os seguintes novos recordes foram estabelecidos durante esta competição. 
| Data         | Prova | Nacionalidade | Tempo   | Recordes              |
| ------------ | ----- | ------------- | ------- | --------------------- |
| 24 de agosto | Final | Austrália     | 3:31.48 | Recorde do campeonato |

## Medalhistas
| Ouro | Prata                                                                                          | Bronze |
| Austrália · Emily Seebohm · Emma McKeon · Bronte Campbell · Cate Campbell · Madison Wilson · Melanie Schlanger · Bronte Barratt | Países Baixos · Ranomi Kromowidjojo · Maud van der Meer · Marrit Steenbergen · Femke Heemskerk | Estados Unidos · Missy Franklin · Margo Geer · Lia Neal · Simone Manuel · Shannon Vreeland · Abbey Weitzeil |

## Resultados

### Eliminatórias
Esses foram os resultados das eliminatórias. 
| Pos. | Bateria | Raia | Nadadoras      | Nacionalidade | Tempo   | Notas            |
| ---- | ------- | ---- | -------------- | --- | ------- | ---------------- |
| 1    | 2       | 9    | Estados Unidos | Shannon Vreeland (54.37) Abbey Weitzeil (53.85) Margo Geer (53.37) Lia Neal (53.93)                              | 3:35.52 | Q                |
| 2    | 2       | 8    | Austrália      | Emily Seebohm (53.93) Madison Wilson (53.82) Melanie Schlanger (53.51) Bronte Barratt (54.60)                    | 3:35.86 | Q                |
| 3    | 1       | 7    | Países Baixos  | Maud van der Meer (54.69) Marrit Steenbergen (54.72) Femke Heemskerk (53.00) Ranomi Kromowidjojo (53.50)         | 3:35.91 | Q                |
| 4    | 1       | 3    | Suécia         | Michelle Coleman (54.00) Louise Hansson (54.30) Magdalena Kuras (55.19) Sarah Sjöström (52.75)                   | 3:36.24 | Q                |
| 5    | 1       | 9    | Canadá         | Sandrine Mainville (54.57) Michelle Williams (54.06) Victoria Poon (54.91) Chantal van Landeghem (54.10)         | 3:37.64 | Q                |
| 5    | 2       | 1    | China          | Zhu Menghui (54.14) Tang Yuting (54.55) Fang Yi (54.96) Shen Duo (53.99)                                         | 3:37.64 | Q                |
| 7    | 1       | 6    | Itália         | Erika Ferraioli (54.77) Silvia Di Pietro (54.13) Federica Pellegrini (53.92) Laura Letrari (55.06)               | 3:37.88 | Q                |
| 8    | 2       | 5    | França         | Charlotte Bonnet (53.95) Beryl Gastaldello (54.76) Cloé Hache (54.89) Anna Santamans (54.75)                     | 3:38.35 | Q                |
| 9    | 2       | 3    | Japão          | Miki Uchida (54.25) Rikako Ikee (54.63) Misaki Yamaguchi (54.58) Yayoi Matsumoto (55.01)                         | 3:38.47 |                  |
| 10   | 2       | 2    | Rússia         | Veronika Popova (54.51) Nataliya Lovtsova (54.66) Viktoriya Andreyeva (54.49) Mariia Kameneva (54.97)            | 3:38.63 |                  |
| 11   | 1       | 4    | Brasil         | Larissa Oliveira (55.08) Graciele Herrmann (55.96) Etiene Medeiros (54.49) Daynara de Paula (54.71)              | 3:40.24 |                  |
| 12   | 2       | 4    | Polónia        | Katarzyna Wilk (54.86) Alicja Tchórz (55.11) Aleksandra Urbańczyk (56.16) Anna Dowgiert (54.76)                  | 3:40.89 |                  |
| 13   | 1       | 1    | Alemanha       | Annika Bruhn (55.34) Dorothea Brandt (54.99) Alexandra Wenk (55.02) Marlene Huther (56.21)                       | 3:41.56 |                  |
| 14   | 1       | 5    | Hong Kong      | Camille Cheng (55.58) Stephanie Au (56.30) Sze Hang Yu (55.40) Siobhan Haughey (54.83)                           | 3:42.11 |                  |
| 15   | 1       | 0    | Suíça          | Maria Ugolkova (56.42) Sasha Touretski (55.49) Danielle Villars (55.42) Noemi Girardet (56.37)                   | 3:43.70 | Recorde nacional |
| 16   | 2       | 6    | Áustria        | Birgit Koschischek (55.70) Lisa Zaiser (54.95) Lena Kreundl (56.88) Jördis Steinegger (56.53)                    | 3:44.06 |                  |
| 17   | 1       | 2    | Colômbia       | Isabella Arcila (56.19) Carolina Colorado Henao (56.18) Maria Alvarez Pugliese (57.68) Jessica Camposano (56.10) | 3:46.15 |                  |
| 18   | 1       | 8    | Singapura      | Amanda Lim (57.44) Quah Ting Wen (56.22) Marina Chan (58.78) Rachel Tseng (58.66)                                | 3:51.10 |                  |
| 19   | 2       | 0    | Turquia        | Gizem Bozkurt (58.33) Ekaterina Avramova (55.92) Merve Eroglu (1:00.89) Halime Zülal Zeren (58.08)               | 3:53.22 |                  |
| 20   | 2       | 7    | Finlândia      | Hanna-Maria Seppälä (55.83) Mimosa Jallow (55.43) Roosa Mört (57.26) Fanny Teijonsalo (DSQ)                      |         | DSQ              |

### Final
Esse foi o resultado da final.
| Pos.              | Raia | Nacionalidade  | Nadadoras                                                                                                  | Tempo   | Notas                 |
| ----------------- | ---- | -------------- | --- | ------- | --------------------- |
| Medalha de ouro   | 5    | Austrália      | Emily Seebohm (53.92) Emma McKeon (53.57) Bronte Campbell (51.77) Cate Campbell (52.22)                    | 3:31.48 | Recorde do campeonato |
| Medalha de prata  | 3    | Países Baixos  | Ranomi Kromowidjojo (53.30) Maud van der Meer (54.50) Marrit Steenbergen (53.88) Femke Heemskerk (51.99)   | 3:33.67 |                       |
| Medalha de bronze | 4    | Estados Unidos | Missy Franklin (53.68) Margo Geer (54.14) Lia Neal (53.70) Simone Manuel (53.09)                           | 3:34.61 |                       |
| 4                 | 6    | Suécia         | Michelle Coleman (54.43) Louise Hansson (53.84) Sarah Sjöström (52.38) Magdalena Kuras (55.06)             | 3:35.71 |                       |
| 5                 | 2    | Canadá         | Sandrine Mainville (53.85) Michelle Williams (54.54) Chantal van Landeghem (53.51) Katerine Savard (54.54) | 3:36.44 | Recorde nacional      |
| 6                 | 1    | Itália         | Erika Ferraioli (54.80) Silvia Di Pietro (53.63) Laura Letrari (55.00) Federica Pellegrini (53.73)         | 3:37.16 | Recorde nacional      |
| 7                 | 7    | China          | Zhu Menghui (54.38) Tang Yuting (54.45) Fang Yi (54.98) Shen Duo (53.83)                                   | 3:37.64 |                       |
| 8                 | 8    | França         | Charlotte Bonnet (54.10) Beryl Gastaldello (54.89) Cloé Hache (54.84) Anna Santamans (54.63)               | 3:38.46 |                       |

Legenda
| Recorde mundial       | Recorde mundial (World record)               |                       | Recorde africano                      | Recorde africano (African) |                                           | Q | Classificado por posição (Qualified) |
| Recorde do campeonato | Recorde do campeonato (Championship record)  | Recorde da América    | Recorde da América (Americas)         | q                          | Classificado por melhor tempo (Qualified) |   |                                      |
| Melhor marca do ano   | Melhor marca do ano (World leading)          | Recorde asiático      | Recorde asiático (Asian)              | DNS                        | Não largou (Did not start)                |   |                                      |
| Recorde nacional      | Recorde nacional (National record)           | Recorde europeu       | Recorde europeu (European)            | DNF                        | Não terminou (Did not finish)             |   |                                      |
| Recorde pessoal       | Recorde pessoal do atleta (Personal best)    | Recorde da Oceania    | Recorde da Oceania (Oceania)          | DSQ / DQ                   | Desclassificado (Disqualified)            |   |                                      |
| Recorde da temporada  | Recorde da temporada do atleta (Season best) | Recorde sul-americano | Recorde sul-americano (South America) | NM                         | Sem marca (No mark)                       |   |                                      |